# دور المرأة في التنمية

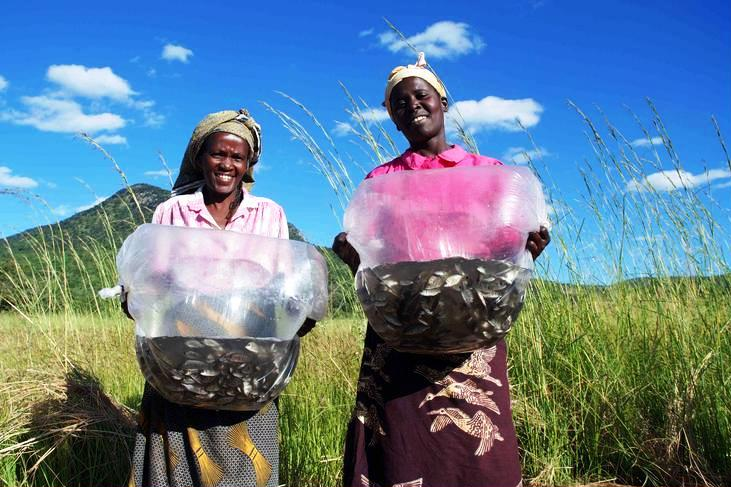
نساء زامبيات يحملن أكياسًا من أصابع سمك البلطي

دور المرأة في التنمية هو نهج لمشاريع التنمية التي ظهرت في عام 1970 والتي تطالب بمعالجة قضايا المرأة في مشاريع التنمية.وهو إدماج المرأة في الاقتصادات العالمية من خلال تحسين وضعهن والمساعدة في التنمية الشاملة. واقترح نهج الجنس والتنمية (GAD) في وقت لاحق مزيداً من التركيز على العلاقات بين الجنسين بدلاً من رؤية قضايا المرأة بانفراد.

## مفاهيم
من أوائل من أدرك أهمية المرأة في الزراعة في افريقيا هو باومان في عام 1928، في مقالتة الكلاسيكية «تقسيم العمل طبقاً للجنس في مجرفة الثقافة الأفريقية». ونشر كابري دراسة متداولة عن النساء في الكاميرون في عام 1952، وكما وثق كل من جاليتي، وبالدوين، وودينا البيانات التجريبية على أنشطة الذكور والإناث في مزارع الكاكاو النيجيرية التي نشرت في عام 1956. وكتبت بوسوروب في مقدمة كتابها أنه «بالرغم من الأدب الواسع والمتزايد على التنمية الاقتصادية، إلا أن الانعكاسات على مشاكل خاصة من النساء قليلة ومتباعدة».
وقالت أن النساء غالباً ما تقمن بأكثر من نصف العمل الزراعي تصل إلى 80٪، وأن لها دورًا هاماً في التجارة أيضًا. بينما كانت نسبة النساء العاملات في بلدان أخرى متدنية بشدة. حيث شكلت النساء وفقاً لتعداد عام 1971 في الهند 48.2٪ من السكان ولكن 13٪ فقط منهن من قمن بنشاط اقتصادي. كما اسُتبعدت النساء من عدة وظائف رسمية، لذلك عملت 94٪ من القوى العاملة النسائية في القطاع غير المنظم فيعملون في الزراعة، والحراجة الزراعية، وصيد الأسماك، والحرف اليدوية وغيرها. بينما بدأ مخططي التنمية مع تزايد الوعي بقضايا المرأة في عام 1970 محاولة إدماج المرأة بشكل أفضل في مشاريعها لجعلها أكثر إنتاجية. حيث قبلت في البداية نهج دور المرأة في التنمية الهياكل الاجتماعية القائمة في البلد المتلقي ونظرت في كيفية دمج المرأة بشكل أفضل في المبادرات الإنمائية الحالية، وكان هدفه الواضح هو لزيادة إنتاجية المرأة وأرباحها.

## الأنشطة
أنشأ برنامج الأمم المتحدة الإنمائي (UNDP) شعبة خاصة للمرأة في التنمية تعزز إجراءً ملموساً لضمان مشاركة المرأة في مشاريع برنامج الأمم المتحدة الإنمائي. وأقرت ورقة الأمم المتحدة «إستراتيجية التنمية الدولية للعقد الثالث للأمم المتحدة الإنمائية» التي صدرت في عام 1980 عدداً من النساء في قضايا التنمية. وهي تدعوا النساء ليكون لهن دوراً نشطاً في جميع القطاعات وعلى جميع المستويات من برنامج العمل الذي اعتمده المؤتمر العالمي لعقد الأمم المتحدة للمرأة، على كل من الوكلاء والمستفيدين. فعلى المرأة أن تدخل مهن التصنيع والأغذية والزراعة والتعليم والتكنولوجيا والتنمية الاجتماعية.
وقام مركز التنمية OECD بمسح عينة واسعة من مشاريع التنمية التي تستهدف النساء عام 1985، ولخلص التقرير إلى أن عدة كانوا مهتمين للغاية بالإعانات الاجتماعية، وأن «على المشاريع المستقبلية تجنب نهج الاقتصاد المنزلي والتركيز على الأنشطة المدرة للدخل والتي لها صلة ومفيدة للنساء المشاركات». كما لاحظ عدم وجود معلومات حول دور النساء وأنشطهن، ودعا إلى مزيد من الأبحاث كمدخل لمشاريع التنمية.

## النقد
قام البعض بانتقاد صحة الافتراضات الأساسية في نهج دور المرأة في التنمية، بينما يعتبر آخرون أنه لا يتشعب بما فيه الكفاية. ووتقول المجموعة الأخيرة أن هذا النهج يتجاهل العمليات الاجتماعية الكبيرة التي تؤثر على حياة المرأة وأدوارها الإنجابية. وبأنه لا يعالج الأسباب الجذرية لمشكلة عدم المساواة بين الجنسين. وقد سعى نهج الجنس والتنمية (GAD) في عام 1980 لمعالجة المشكلة، وذلك باستخدام التحليل الجنساني لتطوير نظرة أوسع. حيث يهتم هذا النهج كثيراً بالعلاقات، والطريقة التي يشارك بها الرجال والنساء في عمليات التنمية، بدلاً من التركيز بشكل صارم على قضايا المرأة.